# Haute-Saône
Haute-Saône je francouzský departement ležící v regionu Burgundsko-Franche-Comté. Název pochází od řeky Saôny. Hlavní město je Vesoul.

## Historie
Haute-Saône (Horní Saône) je jedním z 83 departementů vytvořených během Francouzské revoluce 4. března 1790 aplikací zákona z 22. prosince 1789.

## Nejvýznamnější města
- Vesoul
- Héricourt
- Luxeuil-les-Bains